# Nikol Švantnerová
Nikol Švantnerová (* 21. října 1992 Šumperk) je česká modelka, Česká Miss pro rok 2015.

## Život
Nikol Švantnerová se narodila 21. října 1992 v Šumperku, většinu života však prožila v Českých Budějovicích. Její matka je Češka, avšak otec Pavol je původem ze Slovenska. Ten je současným trenérem brankářů SK Dynamo České Budějovice.
Nikol začala s modelingem již ve svých třinácti letech. V 16 letech se objevila na módním mole v Hongkongu pro společnosti Dior a Dolce & Gabbana. V roce 2015 se jako číslo 5 účastnila soutěže Česká Miss, kterou vyhrála. Krátce po skončení České Miss absolvovala plastickou operaci.
Krátce studovala na Vysoké škole ekonomie a managementu, kterou však opustila.
V roce 2016 se zúčastnila natáčení jednoho dílu českého kriminálního seriálu V.I.P. vraždy.
S partnerem Ondřejem Antošem má dceru Miu, která se narodila 17. března 2023 ve Šternberku.